# Фіаху Фінскохах
Фіаху Фінскохах (ірл. Fíachu Fínscothach) — верховний король Ірландії. Час правління (згідно середньовічної ірландської історичної традиції): 975 — 955 до н. е. (згідно «Історії Ірландії» Джеффрі Кітінга) або 1353 — 1333 до н. е. згідно хроніки Чотирьох Майстрів. Син верховного короля Ірландії Сетна Айрта (ірл. - Sétna Airt). Його батько – Сетна вбив свого попередника – верховного короля Рохехтайда мак Майне захищаючи свого сина Фіаху у двобої в Круахані. Фіаху відправився у вигнання за море (судячи по всьому добровільно), але повернувся через 5 років повернувся на «чорних кораблях» і разом з Муйнемоном (ірл. – Muinemón) вбив свого батька і зайняв його трон. Його прізвище «Фінскохах» складається зі слів Fín – вино, scoth – квітка, ach – присвійний суфікс. Тобто, Фіаху Вино Квітів. Згідно легенд за його наказом було зроблено вино з квітів.  Хача, scoth можливо, означає «клинок» чи «голос». Правив Ірландією протягом 20 років. Був вбитий своїм колишнім спільником  Муйнемоном. 